# Oro-fazio-digitales Syndrom Typ 5
Das Oro-fazio-digitales Syndrom Typ 5 oder (OFD V) ist eine sehr seltene angeborene Erkrankung mit einer Kombination von medianer Oberlippenspalte, postaxialer Polydaktylie der Hände und Füße sowie doppeltes Zungenbändchen und gehört zu den Oro-fazio-digitalen Syndromen.
Synonyme sind: OFD5; Oro-fazio-digitales Syndrom Typ Thurston; Postaxiale Polydaktylie mit medianer Spalte der Unterlippe; Thurston-Syndrom
Die Erstbeschreibung stammt aus dem Jahre 1909 durch den Arzt E. O. Thurston.

## Verbreitung
Die Häufigkeit wird mit unter 1 zu 1.000.000 angegeben, bislang wurde über weniger als 20 Betroffene berichtet, die meist aus Indien stammten. Die Vererbung erfolgt autosomal-rezessiv.

## Ursache
Der Erkrankung liegen Mutationen im DDX59-Gen auf Chromosom 1 Genort q32.1 zugrunde.

## Klinische Erscheinungen
Klinische Kriterien sind:
- mediane Oberlippenspalte
- postaxiale Polydaktylie der Hände und Füße
- gedoppeltes Zungenbändchen
- Manifestation als Neugeborenes oder Kleinkind

## Differentialdiagnose
Abzugrenzen sind andere Formen des Oro-fazio-digitalen Syndromes.